# Шяуляйское сельское староство
Шяуляйское сельское староство (лит. Šiaulių kaimiškoji seniūnija) — одно из 11 староств Шяуляйского района, Шяуляйского уезда Литвы. Административный центр — деревня Вийоляй.

## География
Расположено на севере Литвы, в юго-восточной и центрально-восточной части Шяуляйского района, на Жемайтской возвышенности.
Граничит с Бубяйским и Кужяйским староствами на западе, Грузджяйским — на севере, Мяшкуйчяйским и Гинкунайским староствами — на северо-востоке, Кайряйским староством и Шауляйским городским самоуправлением — на востоке, Титувенайским апилинкским староством Кельмеского района — на юге, и Тируляйским староством Радвилишкского района — на юго-востоке и юге.

## История
Шяуляйское сельское староство было образовано в 1995 году. В 2001 году северо-восточная часть Шяуляйское сельское староство была отделена и преобразована в Гинкунайское староство. С 1995 года по 2008 год административным центром староства был город Шяуляй.

## Население
Шяуляйское сельское староство включает в себя 49 деревень и 1 хутор.